# Fylkesting

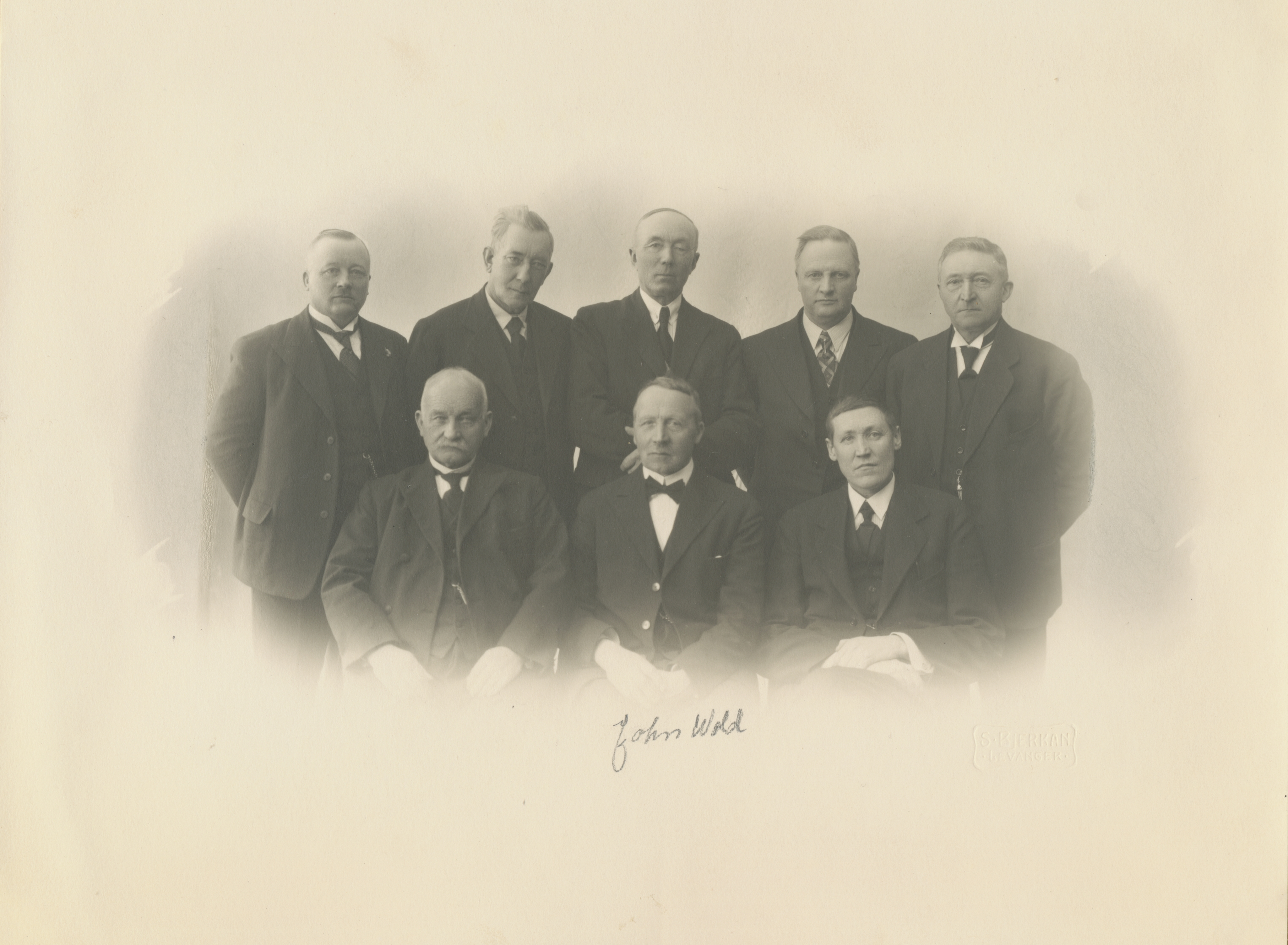
Fylkesting in Nord-Trøndelag (um 1930)

Das Fylkesting ist das jeweilige Parlament einer norwegischen Fylkeskommune, der politischen Einheit der norwegischen Provinzen (Fylke). Die Abgeordneten werden alle vier Jahre direkt gewählt. Bei den Wahlen 2023 wurden Abgeordnete für 15 Fylkestinge gewählt. Im Fylke Oslo, das identisch mit der Kommune Oslo ist, dient der Stadtrat auch als Fylkesting.

## Geschichte
Der Name Fylkesting wird seit 1919 benutzt. Davor lautete die Bezeichnung Amtsting oder Amtsformannskap. Ab 1837 bestand das Parlament zunächst nur aus den Bürgermeistern der nicht-städtischen Gemeinden einer Provinz. Nach dem Miteinbezug der Städte im Jahr 1962 wurden die Parlamente größer und die Anzahl der Abgeordneten verstärkt anhand der Einwohnerzahl der jeweiligen Kommunen festgelegt. Die Mitglieder des Parlaments wurden jedoch weiter nicht direkt von der Bevölkerung gewählt, sondern von den Kommunen entsandt.
In den 1970er-Jahren kam es zu größeren Änderungen in der Struktur des Parlaments. So wurde etwa das Amt des Fylkesmann (seit 2021 Statsforvalter) vom Parlament getrennt. Seit 1976 erfolgt außerdem die Wahl der Abgeordneten direkt. Den Fylkern wurde außerdem das Recht zugesprochen, eigene Steuern zu erheben und weitergehende Schulen sowie Krankenhäuser zu betreiben. Seit 2002 liegt der Betrieb der Kliniken jedoch erneut nicht mehr in der Hand der Provinzen.
Bei den Wahlen im September 2019 wurde die Anzahl der Fylkestinge von achtzehn auf elf gesenkt. Grund hierfür war die Regionalreform, durch die zum 1. Januar 2020 einige Provinzen zusammengelegt wurden. Bereits zum 1. Januar 2018 wurden die beiden Fylke Sør- und Nord-Trøndelag zu Trøndelag vereint. Das Fylkesting von Trøndelag wurde deshalb vorübergehend bis zu den Wahlen im September 2019 aus allen gewählten Abgeordneten der beiden Vorgängerparlamente gebildet. Bei den Fylkestingswahlen 2023 stieg die Anzahl der Fylkestinge auf fünfzehn, da im Juni 2022 die Aufspaltung von drei Fylkern zum 1. Januar 2024 beschlossen worden war.

## Organisation

### Vorstand und Ausschüsse
Die Fylkestinge ohne parlamentarische Leitungsform (parlamentarisk styreform) wählen aus ihren Reihen eine sogenannte Fylkesutvalg (deutsch Fylkesauswahl) mit mindestens fünf Mitgliedern. Die Fylkesutvalg ist vor allem für finanzielle Fragen zuständig. Die Abgeordneten des Fylkesting können zudem Eilsachen der Fylkesutvalg überlassen. Aus der Fylkesutvalg wird vom Parlament der sogenannte Fylkesordfører und dessen Stellvertreter gewählt.
In Fylkeskommunen mit parlamentarischer Leitungsform existiert statt einer Fylkesutvalg der Fylkesråd (deutsch Fylkesrat). Die Möglichkeit dazu besteht seit 1993; 1999 führte Nordland als erstes einen Fylkesråd ein. Es folgten 2003 die Provinzen Troms, Hedmark und Nord-Trøndelag. Der Fylkesrat dient als eine Art Regierung der Provinz und die Mitglieder haben jeweils Verantwortung für einen gewissen Aufgabenbereich. Vorsitzender des Rates ist der sogenannte Fylkesrådsleder. Es besteht die Möglichkeit, dass der Fylkesordfører den Fylkesrådsleder bestimmt und dieser die Mitglieder des Rates ernennt oder dass das Parlament selbst den Fylkesrat wählt, der selbst die Mitglieder benennen darf. Ein Fylkesting kann selbst bestimmen, welche Kompetenzbereiche an den Fylkesråd übergeben werden. Durch die Zusammenlegung einiger Provinzen musste in den neuen Fylker nach der Wahl im September 2019 erneut darüber abgestimmt werden, welches System verwendet werden soll. In Viken wurde ebenfalls ein Fylkesråd eingeführt.
Es gibt verschiedene Ausschüsse im Fylkesting. Für jede Provinz verpflichtend ist die Einrichtung eines Kontrollausschusses.

### Aufgabenbereiche
Die Aufgabenbereiche der Parlamente wurden im Laufe der Zeit eher eingeschränkt, so gehören die Krankenhäuser seit 2002 nicht mehr zu den Zuständigkeiten der Fylkestinge. Dadurch wurde damals auch der Etat, über den die Parlamente verfügen, halbiert. Der größte Teil des Haushalts wird nun für den Betrieb der weiterführenden Schulen ausgegeben. Weitere Aufgaben liegen etwa im öffentlichen Nahverkehr, beim Bau und der Instandhaltung der Provinzstraßen und im Betrieb von Bibliotheken.

## Wahlen

### Regeln
Die Wahlen finden alle vier Jahre in allen Provinzen gleichzeitig statt und werden parallel zu den Kommunalwahlen ausgetragen. Dadurch wird der Wahlkampf in ganz Norwegen geführt, weshalb auch die sonst nicht auf regionaler Ebenen arbeitenden Politiker stärker eingebunden sind. In Oslo gibt es keine eigene Fylkestingswahl, da dort das in der Kommunalwahl gewählte Parlament (Bystyret) zugleich als Fylkesting dient.
Wählen dürfen alle norwegischen Staatsbürger, die im Wahljahr mindestens 18 Jahre alt werden und zu einem Zeitpunkt in ihrem Leben ihren Wohnsitz in Norwegen gehabt haben. Auch Ausländer dürfen eine Stimme abgeben, falls sie am Wahltag seit bereits drei Jahren durchgehend in Norwegen leben. Eine Ausnahme bilden dabei die Bürger der Länder Dänemark, Island, Schweden und Finnland: Sie dürfen bereits nach wenigen Wochen Aufenthalt in Norwegen wählen.

### Wahlergebnisse
Die letzte Fylketingswahl fand am 11. September 2023 statt.
| Partei   | Partei                         | 2007 | 2011 | 2015 | 2019 | 2023 |
| -------- | ------------------------------ | ---- | ---- | ---- | ---- | ---- |
|          | Høyre (H)                      | 18,8 | 27,6 | 23,4 | 20,3 | 25,5 |
|          | Arbeiderpartiet (Ap)           | 30,8 | 33,2 | 33,6 | 24,2 | 21,8 |
|          | Fremskrittspartiet (FrP)       | 18,5 | 11,8 | 10,3 | 8,6  | 12,5 |
|          | Senterpartiet (Sp)             | 7,8  | 6,3  | 8,0  | 14,5 | 8,6  |
|          | Sosialistisk Venstreparti (SV) | 6,5  | 4,3  | 4,0  | 6,0  | 6,2  |
|          | Kristelig Folkeparti (KrF)     | 6,7  | 5,8  | 5,6  | 4,1  | 4,5  |
|          | Venstre (V)                    | 5,6  | 5,7  | 5,0  | 3,5  | 3,9  |
|          | Miljøpartiet De Grønne (MDG)   | 0,6  | 1,3  | 5,0  | 7,6  | 3,7  |
|          | Rødt (R)                       | 2,1  | 1,7  | 2,2  | 3,9  | 3,5  |
|          | Sonstige                       | 2,6  | 2,3  | 2,9  | 7,3  | 9,8  |
| Quellen: |                                |      |      |      |      |      |

## Größe
Die Anzahl der Abgeordneten eines Fylkesting kann jede Provinz grundsätzlich selbst bestimmen. Das norwegische Kommunalgesetz schreibt jedoch eine Mindestgröße vor, die von der Anzahl der Einwohner abhängt. So muss es in jeder Provinz mindestens 19 Abgeordnete geben, in den Provinzen mit mehr als 300.000 Einwohnern müssen es etwa mindestens 43 sein.